# Wim Jansen
Pour les articles homonymes, voir Jansen.
Wim Jansen, de son vrai nom Wilhelmus Marinus Anthonius Jansen est un footballeur néerlandais né le 28 octobre 1946 à Rotterdam et mort le 25 janvier 2022. Il évoluait au poste de milieu de terrain.
Il a passé la plus grande partie de sa carrière au Feyenoord Rotterdam, club avec lequel il a notamment remporté une Coupe d'Europe des clubs champions en 1970 (victoire 2-1 sur le Celtic Glasgow).
Jansen a participé à deux Coupes du monde avec l'équipe des Pays-Bas : en 1974 en Allemagne, et en 1978 en Argentine.

## Biographie
Wim Jansen joue la majorité de sa carrière dans son club formateur du Feyenoord Rotterdam, ville dont il est originaire. Avec ce club, il remporte la coupe des clubs champions européens en 1970, la coupe UEFA 1974, ainsi que quatre championnats des Pays-Bas et une coupe des Pays-Bas.
Durant sa carrière au Feyenoord, Wim Jansen est régulièrement sélectionné en équipe des Pays-Bas, faisant partie du noyau de l'équipe qui dispute deux finales de coupe du monde de suite (sans victoire) en 1974 et 1978.
Il joue également avec les Washington Diplomats en NASL, puis sur conseil de Johan Cruijff rejoint l'Ajax Amsterdam où il termine sa carrière en 1982, sur un titre de champion des Pays-Bas.
À l'issue de sa carrière de joueur, il continue de se consacrer au Feyenoord, étant tour à tour, entraîneur des équipes de jeunes, entraîneur adjoint, entraîneur de l'équipe première (1990-1993), directeur sportif, formateur. Ses autres expériences en tant qu'entraîneur principal ont eu lieu dans le club belge de KSC Lokeren, le club japonais de Sanfrecce Hiroshima, et surtout le Celtic Football Club de Glasgow. Il est responsable de l'équipe pendant la saison 1997-1998, remportant le championnat d'Écosse après dix ans sans victoire pour ce club phare du pays. À ce titre, il reste durablement dans la mémoire des supporters. Sa saison au Celtic est également marquée par l'arrivée au club de l'attaquant Henrik Larsson (qui restera sept ans au club où il sera sacré en 2004 « meilleur joueur étranger de tous les temps »), mais aussi par ses relations compliquées avec l'équipe dirigeante, notamment le directeur sportif Jock Brown qui le mènent à quitter le club quelques jours après le sacre en championnat,,,. Il existe même un ouvrage sur l'histoire du club qui est basé sur le passage de Wim Jansen (le livre, signé Paul Larkin, est titré Albert, Dougie and Wim).
Il meurt le 25 janvier 2022 à l'âge de 75 ans.

## Statistiques
| Club    | Club                 | Club        | Championnat | Championnat |
| Saison  | Club                 | Championnat | M           | B           |
| ------- | -------------------- | ----------- | ----------- | ----------- |
| 1965/66 | Feijenoord Rotterdam | Eredivisie  | 2           |             |
| 1966/67 | Feijenoord Rotterdam | Eredivisie  | 34          |             |
| 1967/68 | Feijenoord Rotterdam | Eredivisie  | 34          |             |
| 1968/69 | Feijenoord Rotterdam | Eredivisie  | 33          |             |
| 1969/70 | Feijenoord Rotterdam | Eredivisie  | 34          |             |
| 1970/71 | Feijenoord Rotterdam | Eredivisie  | 34          |             |
| 1971/72 | Feijenoord Rotterdam | Eredivisie  | 34          |             |
| 1972/73 | Feijenoord Rotterdam | Eredivisie  | 27          |             |
| 1973/74 | Feyenoord Rotterdam  | Eredivisie  | 30          |             |
| 1974/75 | Feyenoord Rotterdam  | Eredivisie  | 28          |             |
| 1975/76 | Feyenoord Rotterdam  | Eredivisie  | 26          |             |
| 1976/77 | Feyenoord Rotterdam  | Eredivisie  | 21          |             |
| 1977/78 | Feyenoord Rotterdam  | Eredivisie  | 32          |             |
| 1978/79 | Feyenoord Rotterdam  | Eredivisie  | 30          |             |
| 1979/80 | Feyenoord Rotterdam  | Eredivisie  | 16          |             |
| 1980    | Washington Diplomats | NASL        | 27          |             |
| 1980/81 | Ajax Amsterdam       | Eredivisie  | 17          |             |
| 1981/82 | Ajax Amsterdam       | Eredivisie  | 32          |             |
| Total   | Total                | Total       | 491         |             |

## Palmarès de joueur

### En club
- Vainqueur de la Coupe Intercontinentale en 1970 avec le Feyenoord Rotterdam
- Vainqueur de la Coupe d'Europe des Clubs Champions en 1970 avec le Feyenoord Rotterdam
- Vainqueur de la Coupe de l'UEFA en 1974 avec le Feyenoord Rotterdam
- Champion des Pays-Bas en 1969, en 1971 et en 1974 avec le Feyenoord Rotterdam et en 1982 avec l'Ajax Amsterdam
- Vainqueur de la Coupe des Pays-Bas en 1969 et en 1980 avec le Feyenoord Rotterdam

### EnÉquipe des Pays-Bas
- 65 sélections et 1 but entre 1967 et 1980
- Participation à la Coupe du Monde en 1974 (Finaliste) et en 1978 (Finaliste)
- Participation au Championnat d'Europe des Nations en 1976 (3e)

## Carrière d'entraîneur
- 1982-1986 : Feyenoord Rotterdam  Pays-Bas (entraîneur des équipes de jeunes)
- 1986-1987 : Feyenoord Rotterdam  Pays-Bas (entraîneur adjoint de l'équipe première)
- 1987-1988 : KSC Lokeren  Belgique
- 1988-1990 : Schiedamse Voetbal Vereniging  Pays-Bas (directeur sportif)
- 1990-1993 : Feyenoord Rotterdam  Pays-Bas
- 1993-1994 : Équipe d'Arabie saoudite (entraîneur adjoint)
- 1994-1997 : Sanfrecce Hiroshima  Japon
- 1997-1998 : Celtic FC  Écosse
- 2000-2003 : Urawa Red Diamonds  Japon (entraîneur adjoint)
- 2005-2008 : Feyenoord Rotterdam  Pays-Bas (conseiller technique)
- 2008-2009 : Feyenoord Rotterdam  Pays-Bas (entraîneur adjoint)
- 2011 - : Feyenoord Rotterdam  Pays-Bas (formation des entraîneurs)

## Palmarès d'entraîneur
- Champion des Pays-Bas en 1993  avec le Feyenoord Rotterdam
- Champion d'Écosse en 1998 avec le Celtic Glasgow
- Vainqueur de la Coupe des Pays-Bas en 1991 et 1992 avec le Feyenoord Rotterdam
- Vainqueur de la Coupe de la Ligue écossaise en 1998 avec le Celtic Glasgow
- Demi-finaliste de la Coupe d'Europe des Vainqueurs de Coupe en 1992